# The Best Love... Ever!
The Best Love... Ever! – jest to 11. pozycja z cyklu składanek „The Best... Ever!”. Zawiera ona piosenki o miłości, które śpiewają artyści spoza Polski.
Album w Polsce uzyskał status platynowej płyty.

## Lista utworów

### CD 1
1. Robbie Williams – „Angels”
2. Angela McCluskey – „It’s Been Done”
3. Duran Duran – „Come Undone”
4. Beverley Knight – „Shape of You”
5. Louis Armstrong – „We Have All the Time in the World”
6. All Saints – „Never Ever”
7. Blue – „Sorry Seems to Be the Hardest Word”
8. Jamelia – „Thank You”
9. Coldplay – „Trouble”
10. Martine McCutcheon – „Perfect Moment”
11. Brainstorm – „Maybe”
12. Melanie C feat. Lisa Lopes – „Never Be The Same Again”
13. Reamonn – „Supergirl”
14. Depeche Mode – „Freelove”
15. Télépopmusik – „Breathe”
16. Air – „All I Need”
17. Toni Braxton – „Un-Break My Heart”
18. Joe Cocker – „You Are So Beautiful”

### CD 2
1. Tina Turner – „Missing You”
2. Robert Palmer – „Mercy Mercy Me/I Want You (Medley)”
3. Climie Fisher – „Love Changes (Everything)”
4. Hot Chocolate – „It Started with a Kiss”
5. Ultravox – „Dancing with Tears in My Eyes”
6. Eternal feat. Bebe Winans – „I Wanna Be the Only One”
7. Mike and the Mechanics – „Over My Shoulder”
8. Marc Almond i Gene Pitney – „Something’s Gotten Hold of My Heart”
9. Bryan Ferry – „Slave to Love”
10. Billy Idol – „Eyes Without a Face”
11. Roxy Music – „Jelaous Guy”
12. Andru Donalds – „All Out of Love”
13. Spandau Ballet – „True”
14. Jon Secada – „Just Another Day”
15. Charles & Eddie – „Would I Lie To You”
16. Culture Club – „Do You Really Want To Hurt Me”
17. Minnie Riperton – „Lovin’ You”

### CD 3
1. Chet Baker – „My Funny Valentine”
2. Nat King Cole – „When I Fall in Love”
3. Matt Monro – „Let There Be Love”
4. Julie London – „Fly Me to the Moon”
5. Don McLean – „And I Love You So”
6. Shirley Bassey – „(Where Do I Begin) Love Story”
7. George Michael – „I Can’t Make You Love Me”
8. Stacey Kent – „What a Wonderful World”
9. Peabo Bryson & Roberta Flack – „Tonight I Celebrate My Love”
10. Cassandra Wilson – „Fragile”
11. The Beach Boys – „Then I Kissed Her”
12. Ive Mendes – „If You Leave Me Now”
13. Natalie Cole – „This Will Be (An Everlasting Love)”
14. Nick Cave i Kylie Minogue – „Where the Wild Roses Grow”
15. Corinne Bailey Rae – „Trouble Sleeping”
16. Eternal – „Angel of Mine”
17. Ray Charles feat. Diana Krall – „You Don’t Know Me”
18. Norah Jones – „Come Away with Me”
19. Danny Williams – „Moon River”
20. Angie Stone – „Wish I Didn’t Miss You”

### CD 4
1. Neneh Cherry – „Woman”
2. Peter Gabriel – „Don’t Give Up”
3. Roxette – „It Must Have Been Love”
4. Meat Loaf – „I’d Do Anything for Love (But I Won’t Do That)”
5. T’Pau – „China In Your Hand”
6. Richard Marx – „Right Here Waiting”
7. The Pretenders – „I’ll Stand By You”
8. Cutting Crew – „(I Just) Died In Your Arms”
9. Paula Abdul – „Rush, Rush”
10. Huey Lewis and the News – „The Power of Love”
11. Lenny Kravitz – „Again”
12. Iggy Pop – „Candy”
13. Whitesnake – „Is This Love”
14. Beverley Craven – „I Miss You”
15. Bill Withers – „Ain’t No Sunshine”
16. Sinéad O’Connor – „Nothing Compares 2 U”